# Виновата ли я…

Афиша фильма «Тучи над Борском», в котором песня прозвучала впервые.

«Виновата ли я…» — сентиментальная русская песня, ставшая народной. Композитор — Алексей Муравлёв, авторство текста приписывается Феликсу Далладе. Тональность — минорная, мелодия сравнительно несложная, лаконичная и укладывается в одну октаву.

## Сюжет
См. текст в Викитеке.
В тексте песни говорится о несчастливой любви. Лирический герой — юная девушка. Она рассказывает своей матери о молодом человеке, который настойчиво за ней ухаживал и давал обещания, но затем оставил её. Героиня испытывает досаду и стыд. Своё повествование она ведёт в форме риторических вопросов.

## История
Песня была написана в 1960 году для советского фильма «Тучи над Борском». Перед композитором стояла задача сочинить песню, которая могла бы подчеркнуть настроение тяжёлой по содержанию кинодрамы. Режиссёр Василий Ордынский обращал внимание композитора Алексея Муравлёва на эпизоды, в которых главная героиня, попавшая в сложные обстоятельства, испытывает тревогу.
Впоследствии композитор рассказывал, что во время съёмок фильма, в одном из населённых пунктов под Рязанью, ему довелось услышать малоизвестную народную песню. Её мелодия вдохновила композитора. Он решил что простая, но искренняя песня в народном стиле могла бы удачно вписаться в сцену, выразить эмоции героини и подчеркнуть художественный замысел картины.
Алексей Муравлёв подготовил несколько вариантов аранжировки. Была версия для двух гитар и балалайки, а также версия для мужского хора. В итоге в фильме песня звучит в мужском исполнении.
Доподлинно не известно кто является автором слов песни. По словам композитора — это «его знакомый бард», пожелавший остаться неизвестным. Высказывается предположение, что это мог быть Феликс Даллада.

## Известные исполнения
В разные годы песню исполняли:
- 1994: Надежда Бабкина и ансамбль «Русская песня» на альбоме «Шумел камыш»
- 1995: Надежда Кадышева и ансамбль «Золотое кольцо» на альбоме «Виновата ли я»
- 1998: Жанна Бичевская на альбоме «Старые русские народные деревенские и городские песни, Часть. 3».
- 2002: Вика Цыганова на альбоме «Русская водка».
- 2005: Ольга Арефьева и группа «Ковчег» на альбоме «Крутится-вертится»,
- 2008: Blackmore’s Night на английском языке под названием «Toast to Tomorrow» на альбоме «Secret Voyage»,
- 2020: Александра Замятина на альбоме «Виновата ли я»,

Также песню часто исполняют любительские и полупрофессиональные фольклорные коллективы.